# توم كرافت
توم كرافت (بالإنجليزية: Tom Craft)‏ هو لاعب كرة قدم أمريكية أمريكي، ولد في 11 نوفمبر 1953 في آيوا سيتي في الولايات المتحدة.